# بییابالینته
بییابالینته دهستانی در استان آلباستهٔ اسپانیا است.
در این دهستان ۲۸۵ نفر زندگی می‌کنند. مساحت این دهستان ۳۴٫۸۵ کیلومتر مربع است.

## جستارهای وابسته

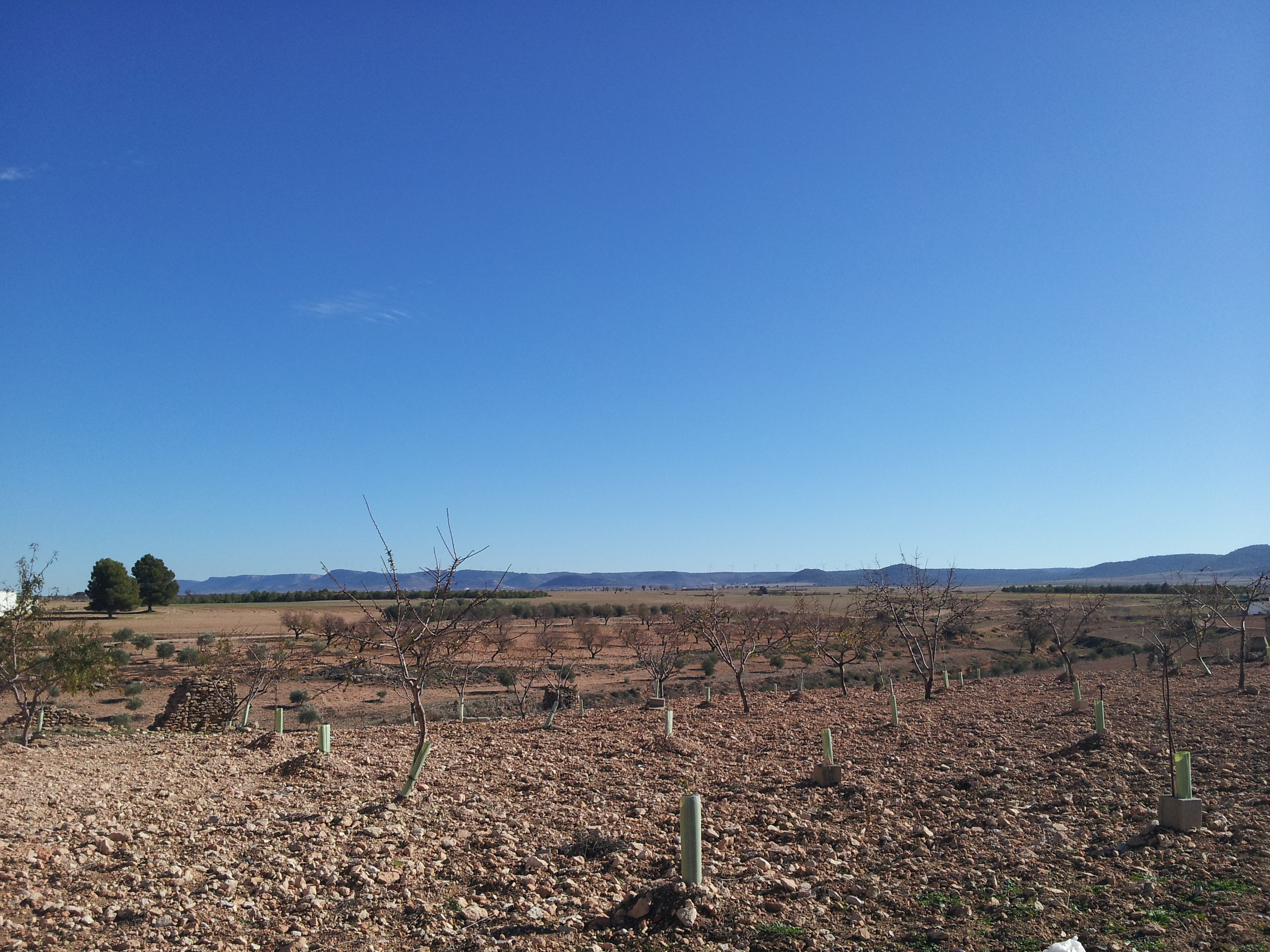
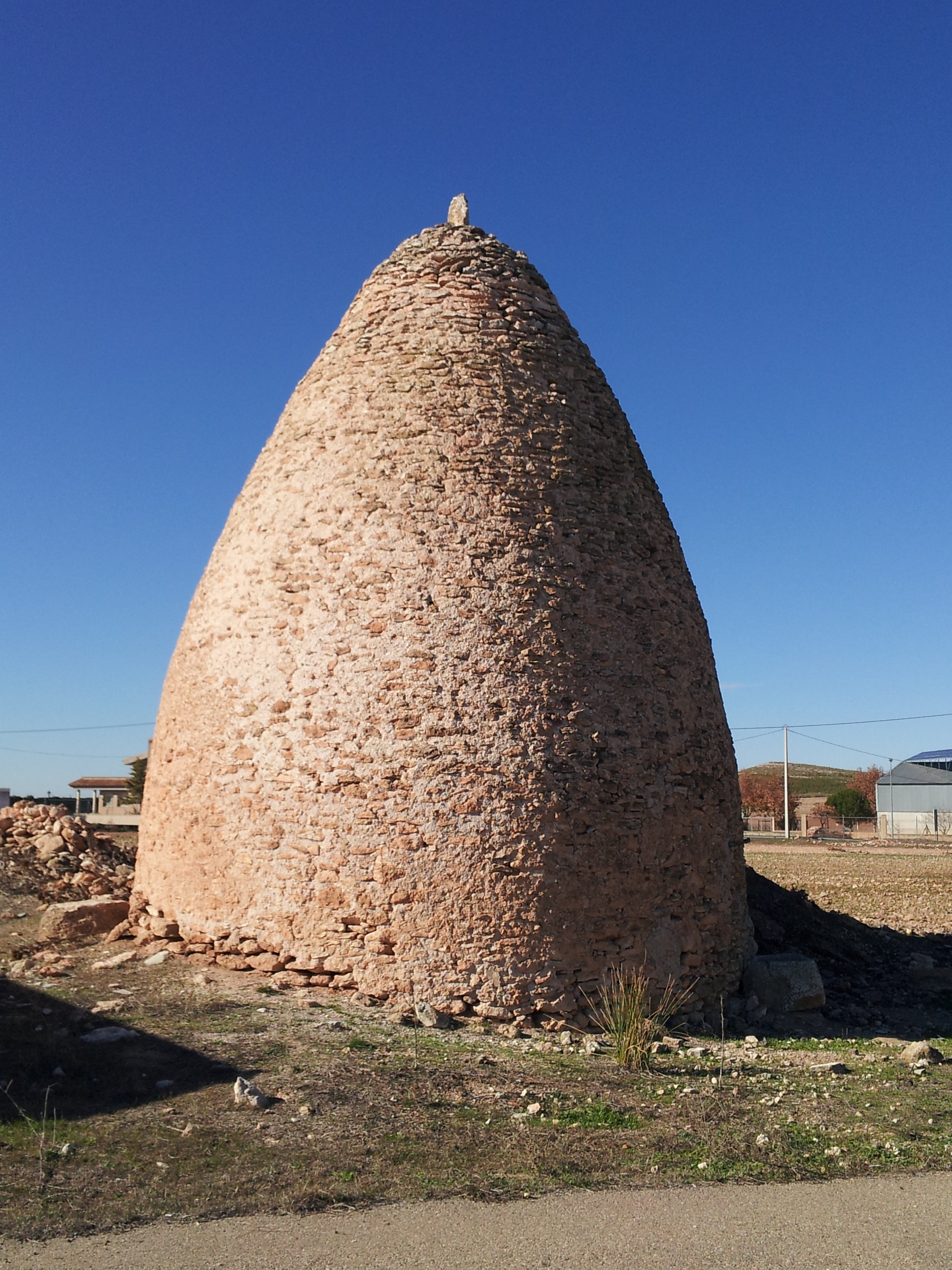
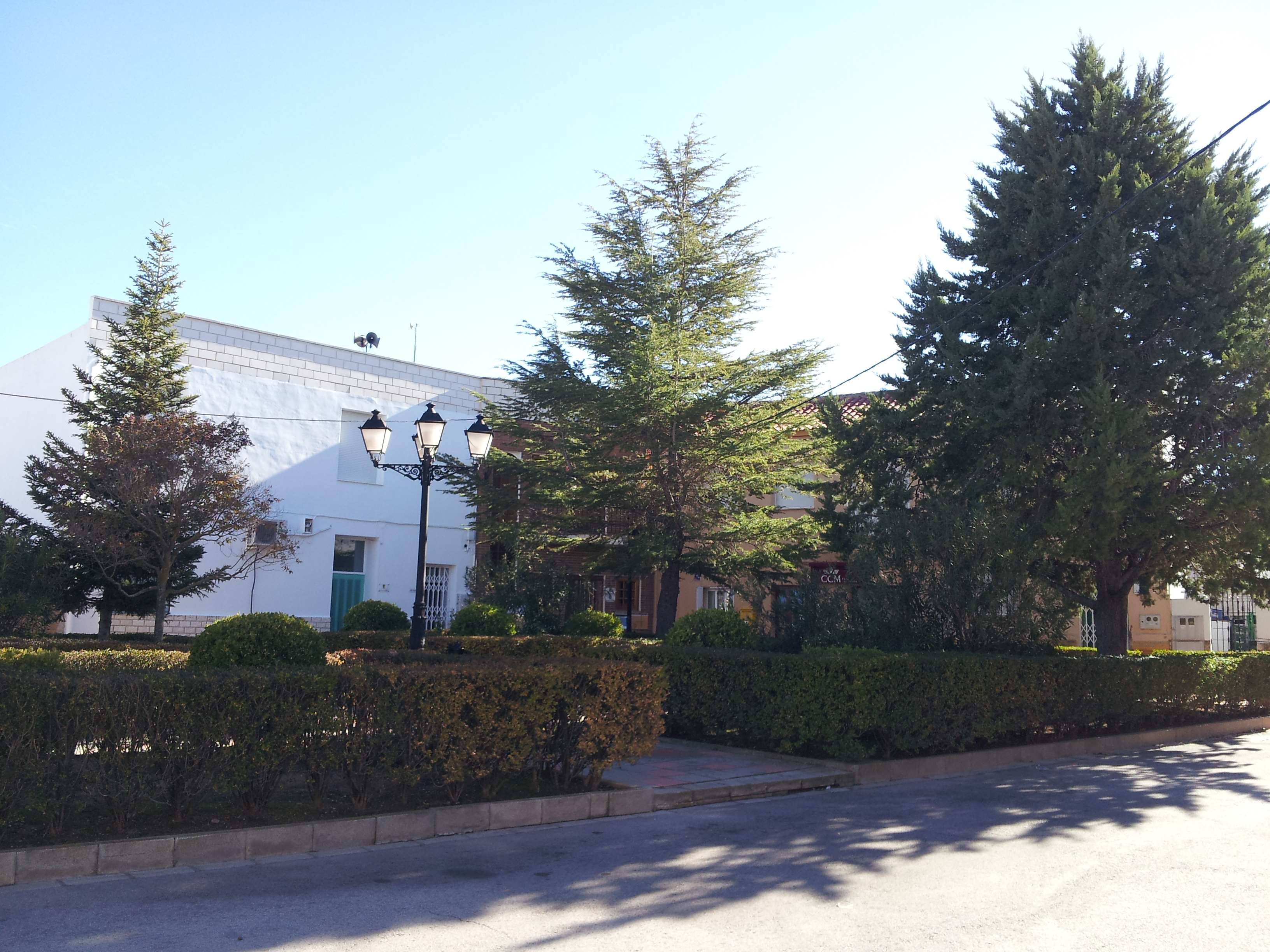
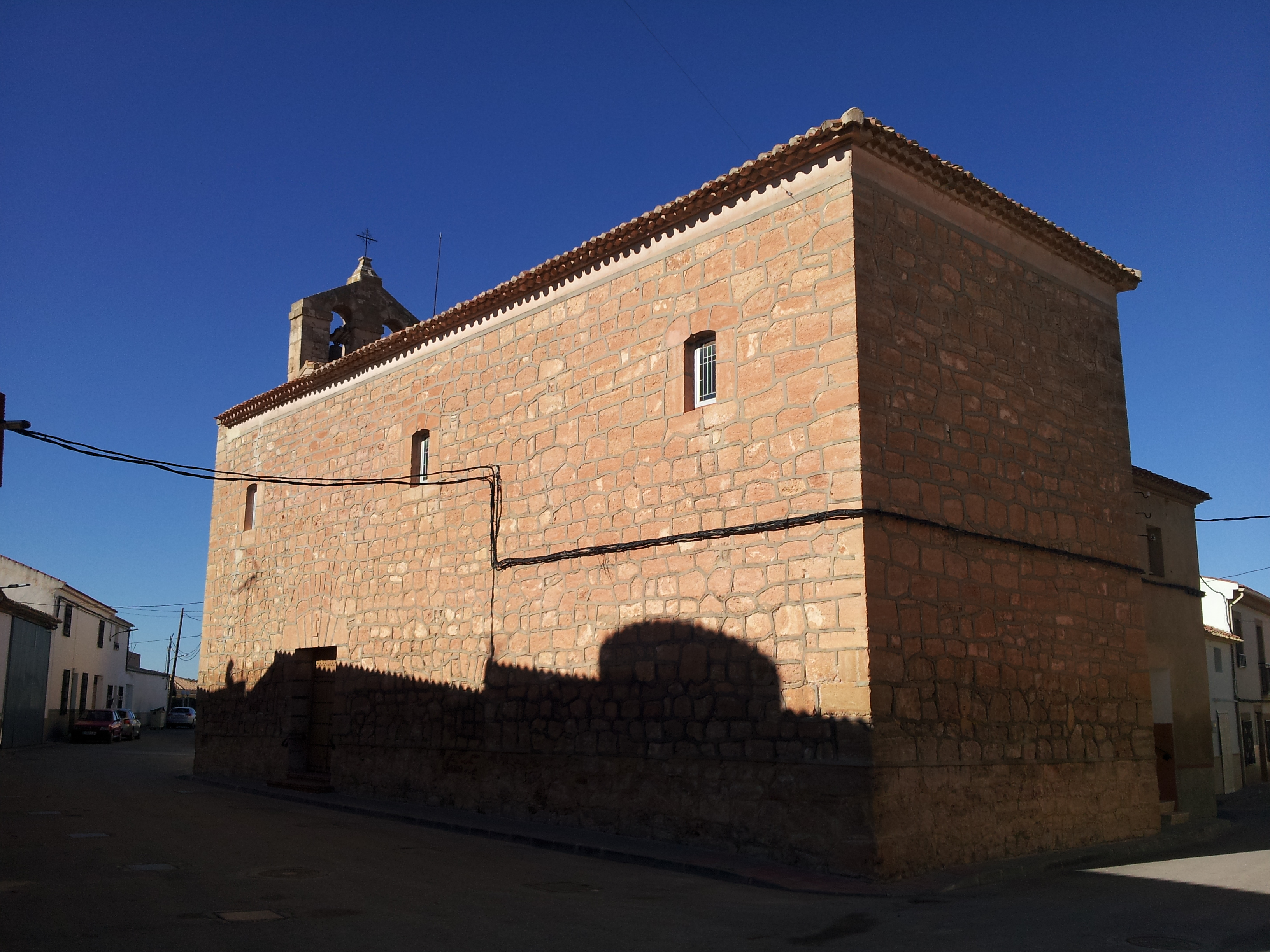
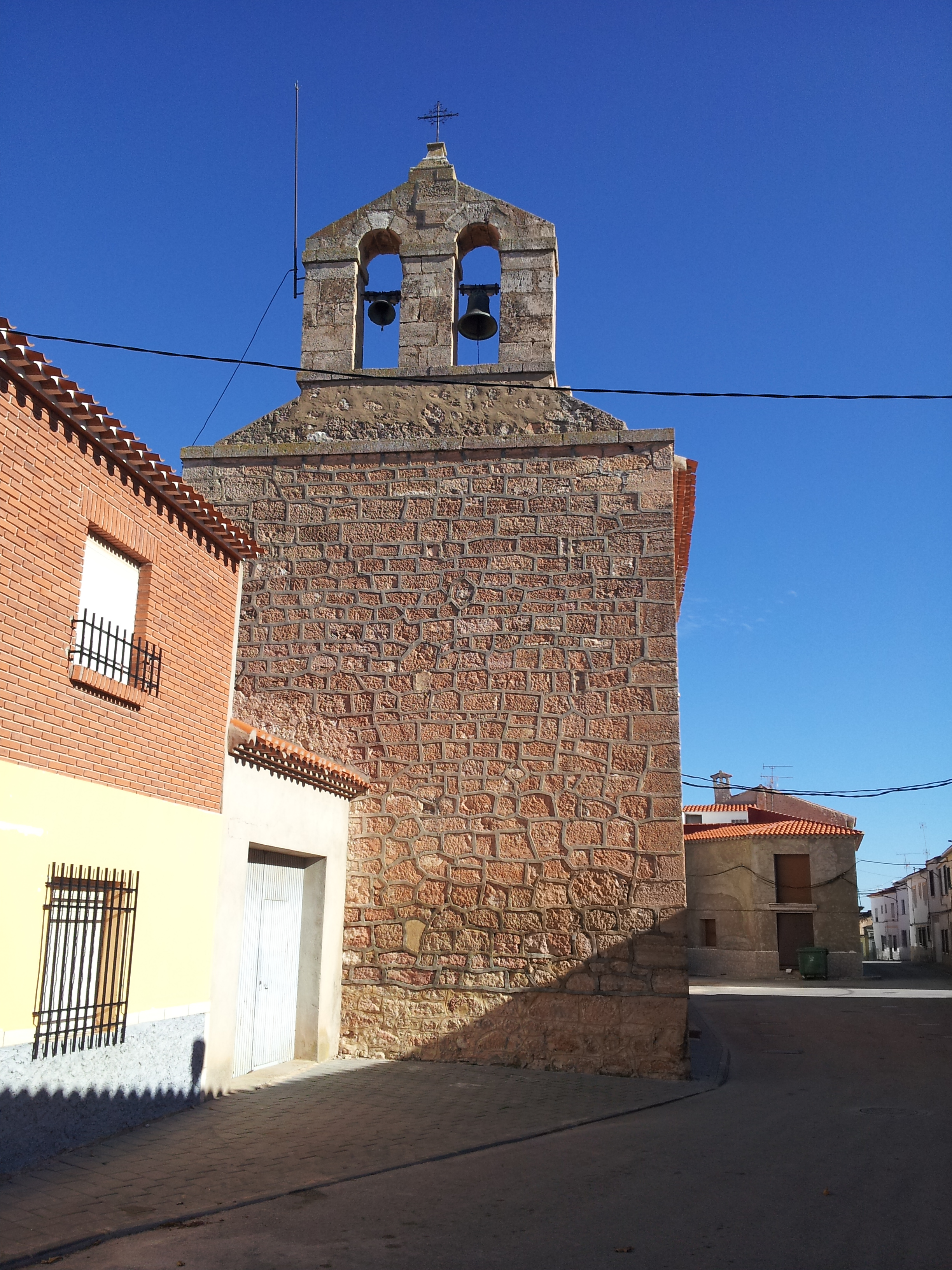
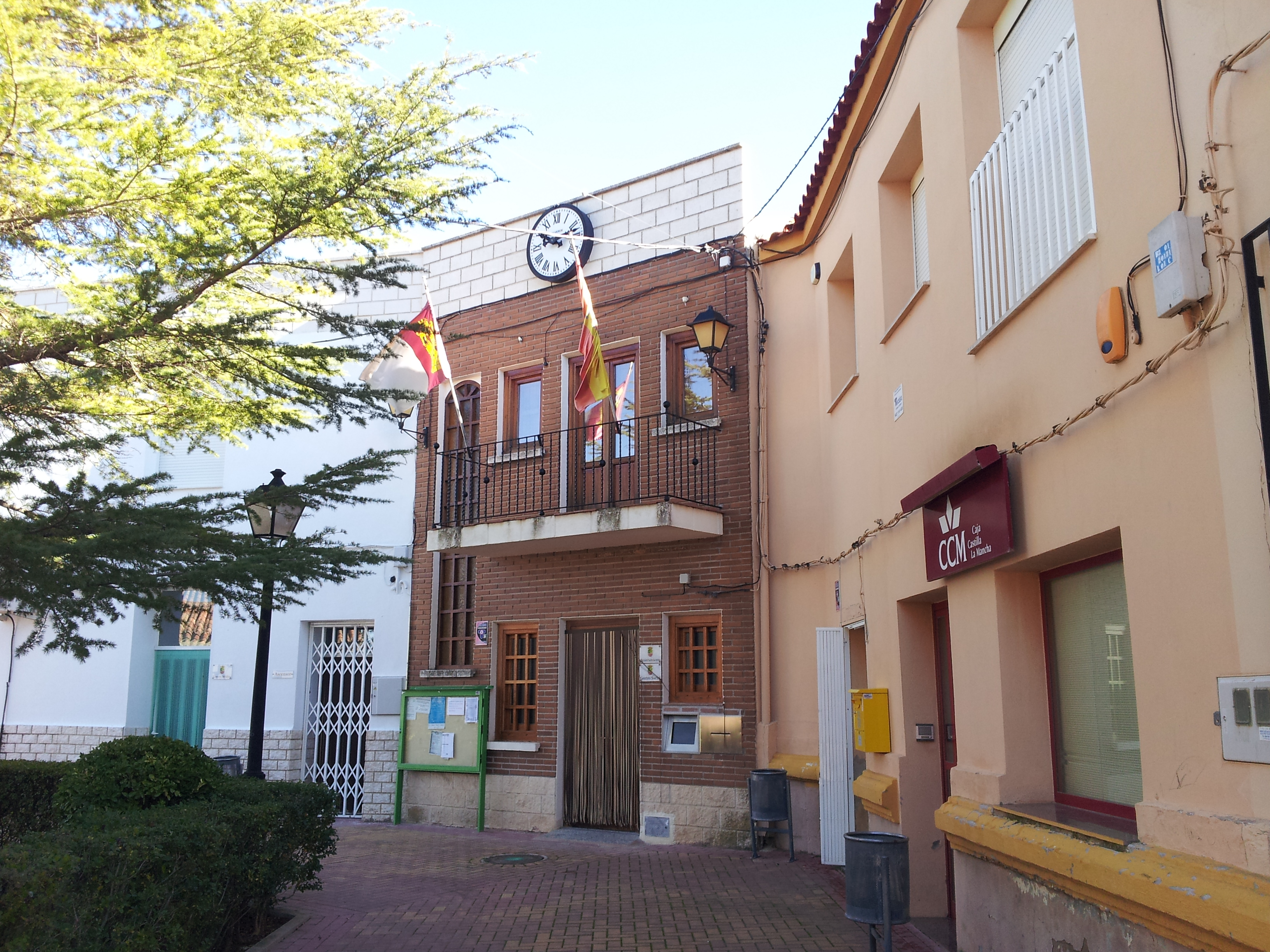
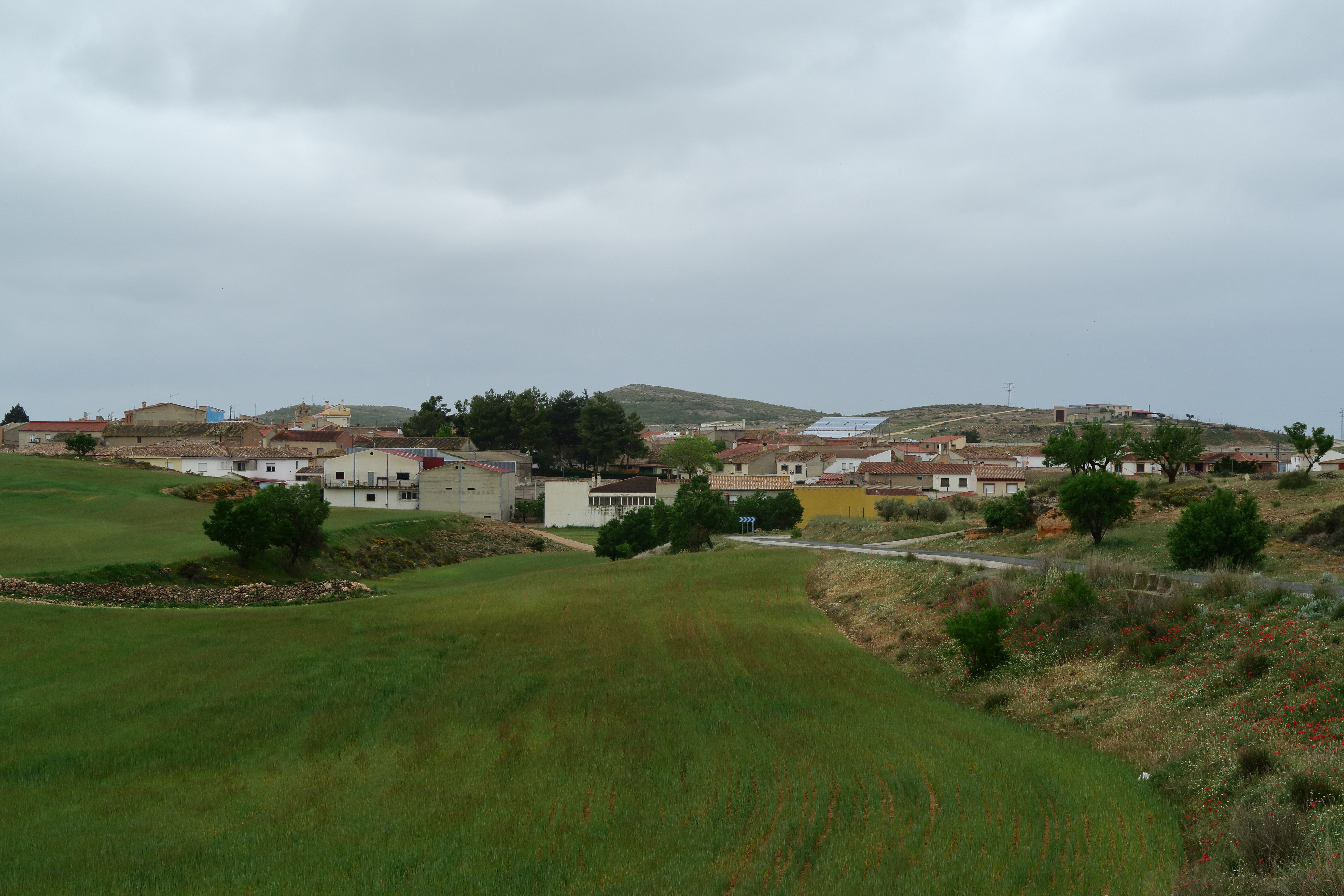